# Mirage (película de 2004)
Mirage (Илузија, "Iluzija"; trad. "espejismo") es una película macedonia de 2004 dirigida por Svetozar Ristovski y protagonizada por el joven Marko Kovačević. Ambientada en la reciente etapa de transición e independencia de Macedonia del Norte, narra la historia de Marko, un joven con dotes poéticas que trata de encarar su adolescencia en mitad de un contexto familiar y escolar demasiado adverso y en ocasiones sórdido.

## Sinopsis
Marko Trifunovski, un chico de 13 años que vive en la pequeña comarca macedonia de Vales, tiene una familia problemática que no se hace cargo de los desafíos a los que el joven debe enfrentarse. Su padre lleva una disoluta vida de jugador y bebedor, su madre parece abandonada en la miseria a la que el destino la ha condenado, y su hermana lo hace objeto de malos tratos físicos y verbales. El colegio no le ofrece un panorama mejor. Sufre acoso por parte de la banda del hijo del capitán de la policía del pueblo.
Marko, por su parte, es un joven talentoso y dotado de una especial sensibilidad. En sus ratos libres se dedica a escribir, tratando de crear un mundo alternativo que le ayude a sobrellevar la dura realidad, pero está ansioso de hallar a alguien que le brinde un poco de apoyo y cercanía. 
En algún momento, cree encontrar ese apoyo en dos personajes: por un lado, uno de sus profesores, un hombre de origen bosnio que huyó de su país tras la guerra de los Balcanes y que arrastra consigo el peso de las desgracias que ha vivido. Reconociendo el talento del chico, le propone participar en un concurso de poesía que podría llevarle a la final en París.
Por otro lado, aparece en la ciudad un excombatiente que busca refugio en un vagón de tren abandonado, y cuya figura resulta atractiva para Marko, que lo idealiza como icono de libertad e independencia (casualmente, su nombre es el de la ciudad que él imagina como el lugar en el que tiene puesta su esperanza para huir del mundo que le rodea: París). Pero bajo su influencia, irá aprendiendo lemas ("en la vida, o comes o te comen") y vicios (bebida, robo, uso de armas) que le situarán ante el dilema de mantenerse, o bien en la línea que le propone su profesor (trabajar arduamente por sus objetivos vitales), o dejarse arrastrar por la violencia como medio para sobrevivir.
A medida que se van endureciendo las condiciones que le rodean, Marko parece cada vez más atrapado en un callejón sin salida. Sería suficiente que unos de sus mentores le fallara para verse abocado a un desastre. 
De esta manera, la película describe sin complacencias la situación desesperada del que podría ser cualquier preadolescente que, debido a las circunstancias que le rodean, acaba convirtiéndose en un delincuente. Y es que no todas las historias personales acaban bien. La película podría definirse como un canto a la desesperanza; no es casual que vaya precedida por aquella cita de Nietzsche: "la esperanza es el peor de los demonios, pues no hace sino alargar los tormentos del hombre".

## Premios
| Evento                                                         | Premio                           | Candidato            | Resultado |
| -------------------------------------------------------------- | -------------------------------- | -------------------- | --------- |
| 2004 - Festival Internacional de Cine de Tokio                 | Tokyo Grand Prix                 | Svetozar Ristovski   | Nominado  |
| 2005 - Anchorage International Film Festival                   | Mejor Película                   | Svetozar Ristovski   | Ganador   |
| 2005 - Zlín International Film Festival for Children and Youth | Mejor Película Europea Debutante | Svetozar Ristovski   | Ganador   |
| 2006 - Avanca Film Festival                                    | Feature Film (Mención Especial)  | Svetozar Ristovski   | Ganador   |
| 2006 - Avanca Film Festival                                    | Mejor Actor (Mención Especial)   | Marko Kovacevic      | Ganador   |
| 2006 - Avanca Film Festival                                    | Cinematografía                   | Vladimir Samoilovski | Ganador   |